# إيرباص إيه 321 نيو
تُعَدّ إيرباص إيه 321 نيو(بالإنجليزية: Airbus A321neo)‏ طائرة ضيقة البدن من تصميم مجموعة إيرباص. وقد تم تطوير الطراز A321neo (حيث تمثل كلمة "neo" اختصارًا لعبارة "خيار المحرك الجديد") انطلاقًا من طرازات إيرباص إيه 321 وعائلة إيرباص إيه 320 نيو. وتُعَدّ هذه الطائرة النسخة الأطول ضمن الطائرات الضيقة البدن من عائلة إيرباص إيه 320، كما أنها أحدث نسخة من الطائرة A321، إذ دخلت النسخة الأصلية إيرباص إيه 321 الخدمة في عام 1994 مع لوفتهانزا. وتتسع الطائرة عادةً لما بين 180 و220 راكبًا بتوزيع من درجتين، مع إمكانية استيعاب حتى 244 راكبًا في ترتيب المقاعد العالي الكثافة.
أعلنت مجموعة إيرباص عن تطوير A321neo في ديسمبر 2010، كتحسين واستبدال للطراز A321ceo. ويأتي طراز A321neo مزودًا بمحركات جديدة وجنيحات طرفية كميزات قياسية، ويُعَدّ ذو أطول بدن بين الطائرات الضيقة البدن التجارية من إنتاج إيرباص. وبفضل محركات من طراز محرك ليب أو برات آند ويتني بيه دبليو 1000 جي، تُروّج إيرباص للطائرة باعتبارها تحقق تحسينًا في كفاءة الوقود بنسبة 20% لكل راكب، مع نطاق إضافي يبلغ 500 ميل بحري (930 كـم؛ 580 ميل)، أو قدرة حمولة إضافية تصل إلى 2 طن متري (4,400 رطل). وطرحت بوينغ جيلًا جديدًا من عائلة طائراتها المنافسة ذات البدن الضيق، وهي بوينغ 737 ماكس، بعد عام من تقديم A321neo.
بدأ إنتاج A321neo في عام 2016، حيث تم التجميع النهائي للطائرة في هامبورغ، ألمانيا. ودخلت الخدمة مع فيرجن أمريكا في 31 مايو 2017، حيث قامت بأول رحلة تجارية لها. اعتبارًا من سبتمبر 2024، بلغ إجمالي الطلبات على طائرات A321neo حوالي 6,721 طائرة من 85 عميلًا، تم تسليم 1,479 طائرة منها.

## تطوير
أُعلن عن تطوير طائرة A321neo من قبل مجموعة إيرباص في عام 2010، أي بعد 16 عامًا من إدخال النسخة الأصلية A321ceo. تُعدّ A321neo الجيل الثاني من عائلة A321، حيث يُعتبر الطراز A321ceo هو الجيل الأول. وقد استغرق الجدول الزمني لتطوير الطائرة من التصميم إلى أول رحلة تجريبية 6 سنوات، وهو وقت قصير نسبيًا نظرًا لكونها تحسينًا على الطراز السابق وليس تصميمًا جديدًا بالكامل.

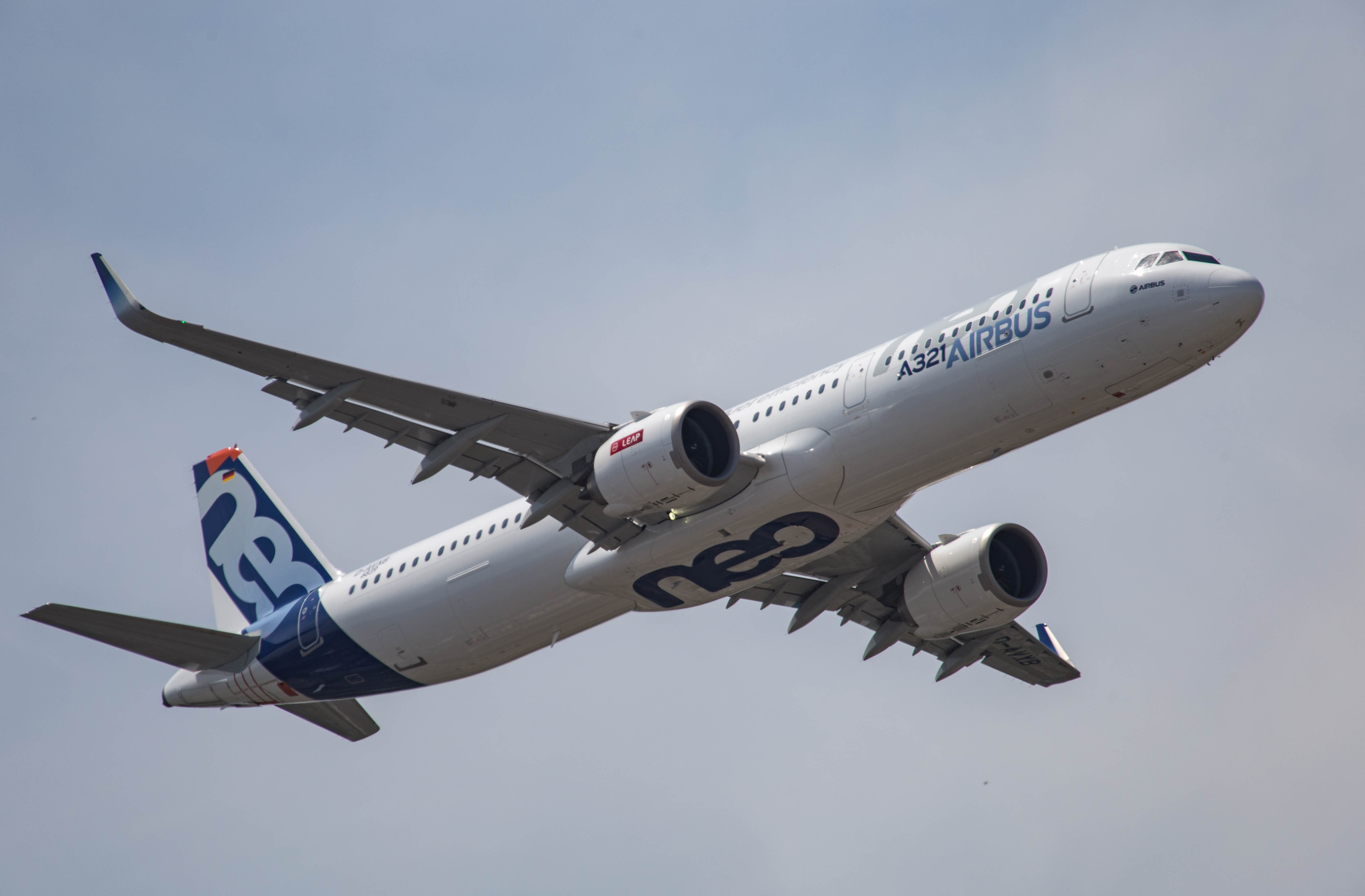
نموذج أولي لطائرة إيرباص A321neo

أُجريت أول رحلة تجريبية لطائرة A321neo في هامبورغ، حيث حملت الطائرة تسجيلًا ألمانيًا D-AVXB، وكانت مجهزة بمحركات محرك ليب 1A. قاد الطائرة طيارا الاختبار مارتن شوارمان وبرناردو سايز بينيتو هيرنانديز، واستغرقت الرحلة 29 دقيقة، أجريت خلالها عدة اختبارات تشغيلية. كانت شركة إيركاب أول عميل يطلب الطائرة في 27 أبريل 2011، بينما كانت خطوط إنديقو أول شركة طيران تطلب الطائرة تجاريًا بصفقة تشمل 304 طائرات A321neo في 22 يونيو 2011. دخلت الطائرة A321neo الخدمة التجارية لأول مرة مع فيرجن أمريكا في مايو 2017، التي اندمجت لاحقًا مع خطوط آلاسكا الجوية في عام 2018.
وكما هو الحال مع الطراز السابق A321ceo، يتم تصنيع الطائرة في هامبورغ، ألمانيا، بينما يتم تجميع مكوناتها من مختلف دول أوروبا وأمريكا. من أبرز مكونات A321neo هي محركاتها، التي تتوفر إما من طراز CFM International LEAP 1A، وهو مشروع مشترك بين جنرال إلكتريك للطيران وسنيكما، أو من طراز Pratt & Whitney PurePower PW1100G-JM. وبالرغم من أن الطراز A321neo يحتفظ بنفس طول هيكل الطراز A321ceo، فإنه يوفر كفاءة محسنة في استهلاك الوقود وأداءً أفضل. تتمتع الطائرة بمدى يصل إلى 3,995 ميل بحري (7,399 كـم)، مع وزن إقلاع أقصى (MTOW) يبلغ 97,000 كجم، وقوة دفع تتراوح بين 24,500 و35,000 رطل.
حصلت الطائرة على شهادة النوع لمحركات برات آند ويتني في 15 ديسمبر 2016، وشهادة مشتركة من EASA وFAA للطراز المزود بمحركات CFM LEAP في 1 مارس 2017. وتم تسليم أول طائرة A321neo إلى فيرجن أمريكا في هامبورغ، حيث جاءت بتكوين داخلي يشمل 184 مقعدًا، ودخلت الخدمة في 31 مايو 2017.

### تأخيرات التسليم

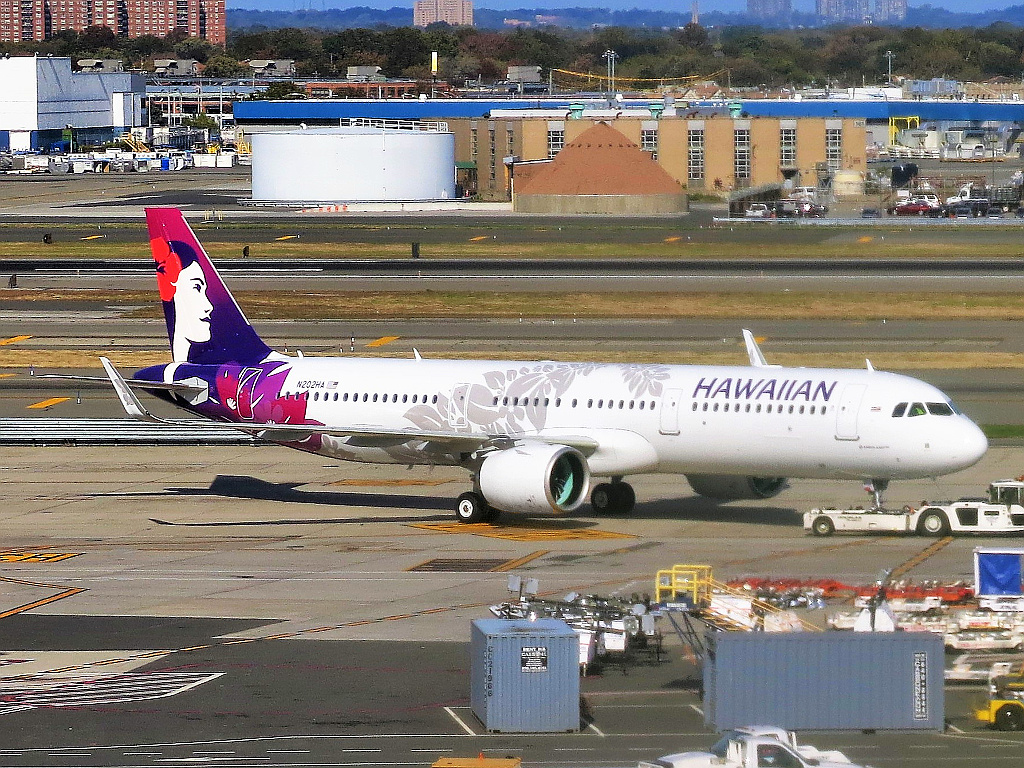
تأخرت تسليم طائرات A321neo الخاصة بشركة خطوط هاواي الجوية.

واجهت برات آند ويتني مشاكل موثوقية مبكرة في محركات PW1100G، مما أدى إلى تأخير عمليات التسليم نتيجة إجراء تعديلات للصيانة.
كانت شركة سيبو باسيفيك تنتظر استلام أول ثلاث طائرات A321neo من أصل 40 طائرة A320ceo قبل نهاية عام 2017، لكنها وافقت على تأجيل الاستلام، على أن تتسلم سبع طائرات A321ceo في عام 2018 لتلبية الطلب المتزايد من مطار مانيلا المزدحم، مع إعادة توزيع طائرات A330 على طرق أقصر.
لدى شركة طيران نيوزيلندا سبع طائرات A321neo ضمن طلبية تضم 13 طائرة من عائلة A320، لزيادة سعة المقاعد بنسبة 27% مقارنة بطائرات A320ceo المستخدمة في الرحلات الدولية القصيرة، خاصةً إلى أستراليا؛ إلا أن تسليم الطائرات تأخر إلى يوليو 2018 للطرازات A320neo وسبتمبر 2018 للطرازات A321neo، ما استدعى تمديد إيجارات بعض طائرات A320ceo للمرحلة الانتقالية.
كان من المقرر أن تستلم خطوط هاواي الجوية أول طائرتين من طراز A321neo في 2017 استعدادًا لموسم الشتاء، إلا أن التسليم تأخر إلى أوائل 2018، ما اعتبرته الشركة "تأخيرًا مزعجًا". كما تأخر تسليم تسع طائرات أخرى خلال 2018، وكان معظمها مقررًا للنصف الأول من العام. كانت هذه الطائرات مخصصة لفتح خطوط جديدة أقل كثافة إلى الولايات المتحدة، مثل الرحلات من بورتلاند إلى ماوي، مع توسيع الخدمة لبعض المسارات الأخرى لتصبح يومية عوضًا عن موسمية، دون الحاجة إلى المرور بمطار هونولولو.
تمثل طائرات A321neo خيارًا مناسبًا للرحلات بين 2,100–2,300 nmi (3,900–4,300 كـم؛ 2,400–2,600 ميل) إلى الساحل الغربي للولايات المتحدة، حيث تحقق كفاءة أعلى من الطائرات المنافسة، بتكلفة أقل لكل مقعد مقارنة بالطائرات الأوسع مثل A330-200 ذات 294 مقعدًا.

## التصميم

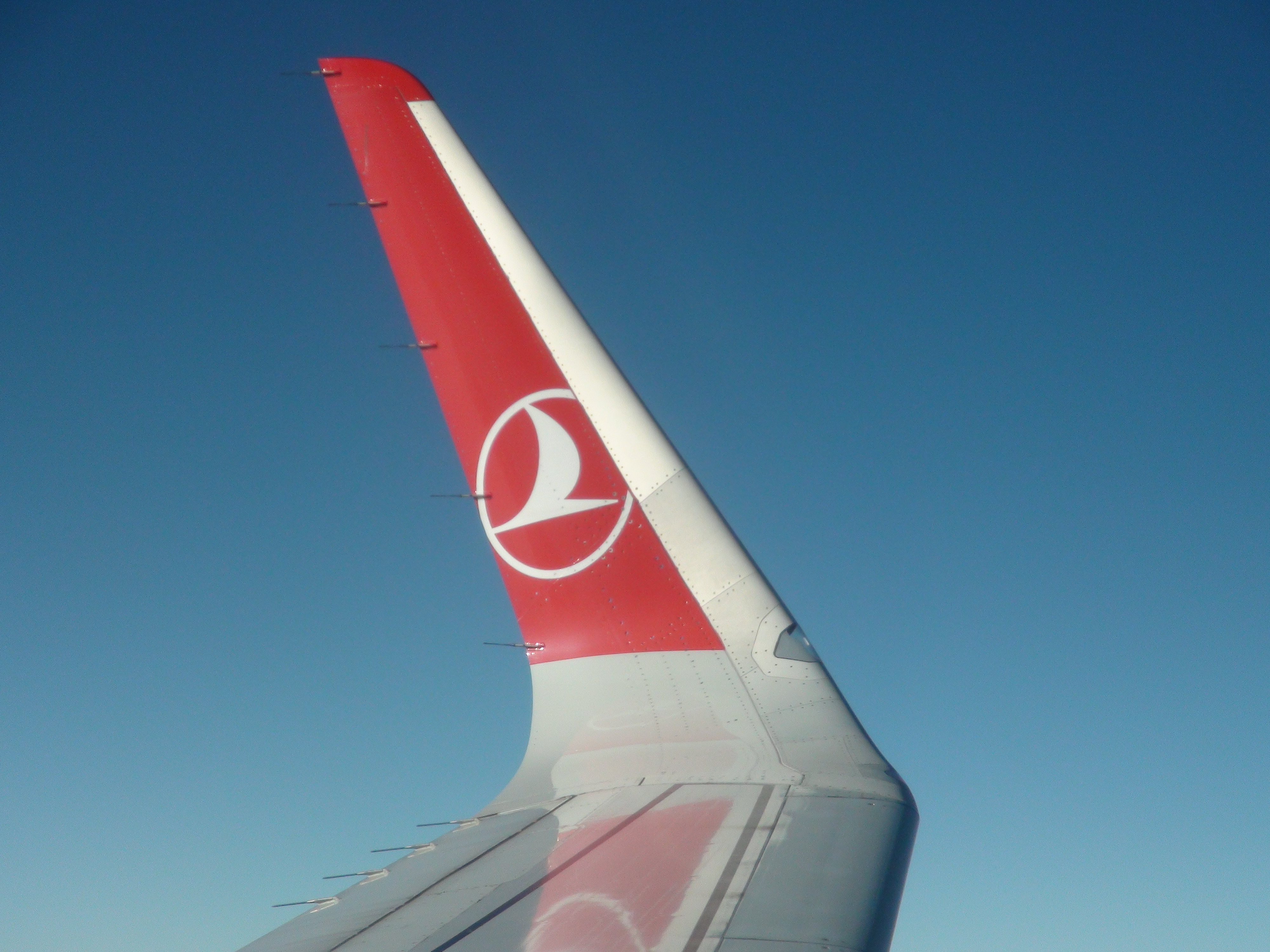
أطراف الأجنحة المدمجة على طائرة A321neo تابعة لشركة الخطوط الجوية التركية

تُعتبر طائرة A321neo طائرة ذات جسم ضيق (بممر واحد) مزودة بهبوط ثلاثي القوائم قابل للسحب، ومحركات نفاثة مثبتة على الأجنحة. وهي طائرة جناح منخفض أحادي السطح أحادي الجناح مع وحدة ذيل تقليدية تحتوي على مثبت رأسي ودَفَّة واحدة. تشمل التغييرات مقارنةً بـ A321ceo محركًا جديدًا وخزانات وقود ممتدة في جسم الطائرة. تتضمن التحسينات مقارنةً بـ A320neo زيادة تحميل الأجنحة وتقوية الهيكل، وأبرزها جسم الطائرة الممتد.

### مرونة المقصورة
من خلال استبدال دائم للباب الثاني أمام الجناح (R2/L2) مع زوج جديد من مخارج فوق الجناح، تزداد سعة A321neo من 220 مقعدًا إلى 240 مقعدًا، وتزداد كفاءة الوقود لكل مقعد بنسبة 6%، لتتجاوز 20% مع المحركات الجديدة وشفرات الأجنحة الجديدة (sharklets).
يجب أن تزن التعديلات 100 كجم إضافية.
تمتلك طائرات A321neo الأولية تكوين أبواب الخروج لـ A321ceo مع أربعة أزواج من أبواب الخروج حتى يمكن اختيار تخطيط مرونة المقصورة من إيرباص (ACF).
تم نقل زوج الأبواب الثالث (R3/L3) إلى الخلف بمقدار أربعة إطارات، ويمكن أن يتم إغلاقه لطائرات بسعة 200 مقعد أو أقل، ويمكن إغلاق واحد من المخارج فوق الجناح لطائرات بسعة 165 مقعد أو أقل.
في أكتوبر 2017، كانت أول طائرة A321neo ACF في مرحلة التجميع النهائية في هامبورغ.
تم إطلاقها في 5 يناير 2018، وسيتم اختبارها على الأرض قبل أول رحلة لها في الأسابيع التالية.
كان من المقرر تسليمها في منتصف عام 2018، وسيصبح التخطيط الاختياري هو التخطيط الافتراضي لطائرات A321neo بدءًا من عام 2020.
أجرت أول رحلة لها في 31 يناير 2018.
حدود مقعد ACF هي 250 راكبًا، لكن الطائرة متاحة بسعة تصل إلى 240 راكبًا؛ وقد يتم عرضها بسعة 244 أو ربما أكثر من ذلك من خلال دمج مقاعد مساعد الطيار في حوائط الحمامات الخارجية للسماح بمقاعد إضافية.
تسمح الوكالة الأوروبية للسلامة الجوية (EASA) بـ 244 راكبًا مع مخارج من النوع "C" ذات أداء متميز في كلا الطرفين، ومخرجين فوق الجناح من النوع III، ومخرج من النوع "C" في منتصف المقصورة، وموافقة منفصلة للتخطيطات المخصصة للمقصورة.
ستحدد الإدارة الفيدرالية للطيران (FAA) العدد إلى 200 حيث سيتم تقليل تصنيف مخرج منتصف المقصورة إلى مخرج من النوع III: 65 لكل من أبواب النوع "C" عند الطرفين، بالإضافة إلى 70 لجميع المخارج من النوع III؛ تسعى إيرباص للحصول على إعفاء لزيادة العدد إلى 105 لـ 235 راكبًا للطائرة. هناك أربعة تكوينات مختلفة لترتيب الأبواب كما هو موضح أدناه.

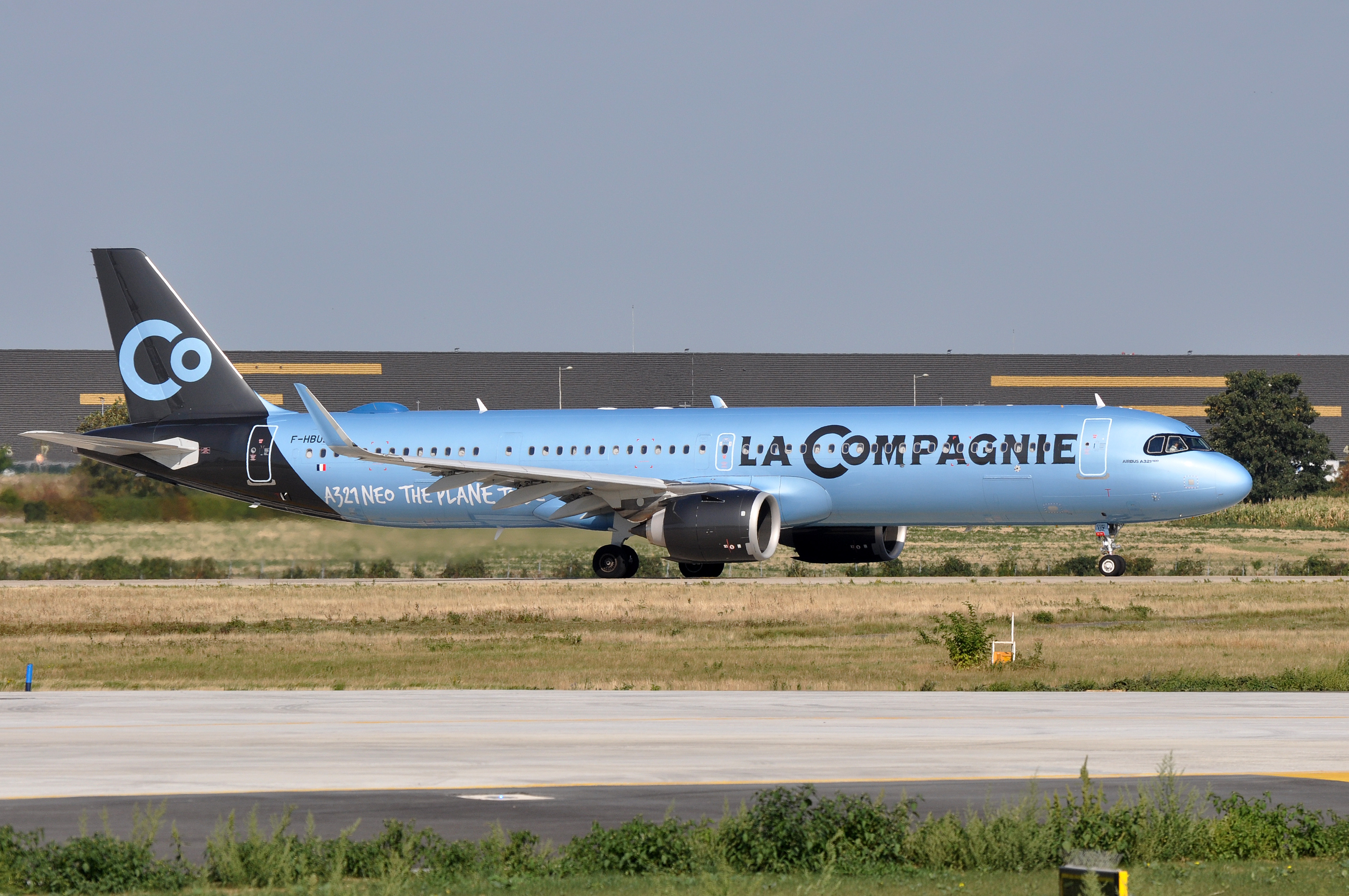
This La Compagnie A
- ملف:321neo only has two overwing exits out of four, with R3/L3 doors plugged. (Seat count: 76, max 169)
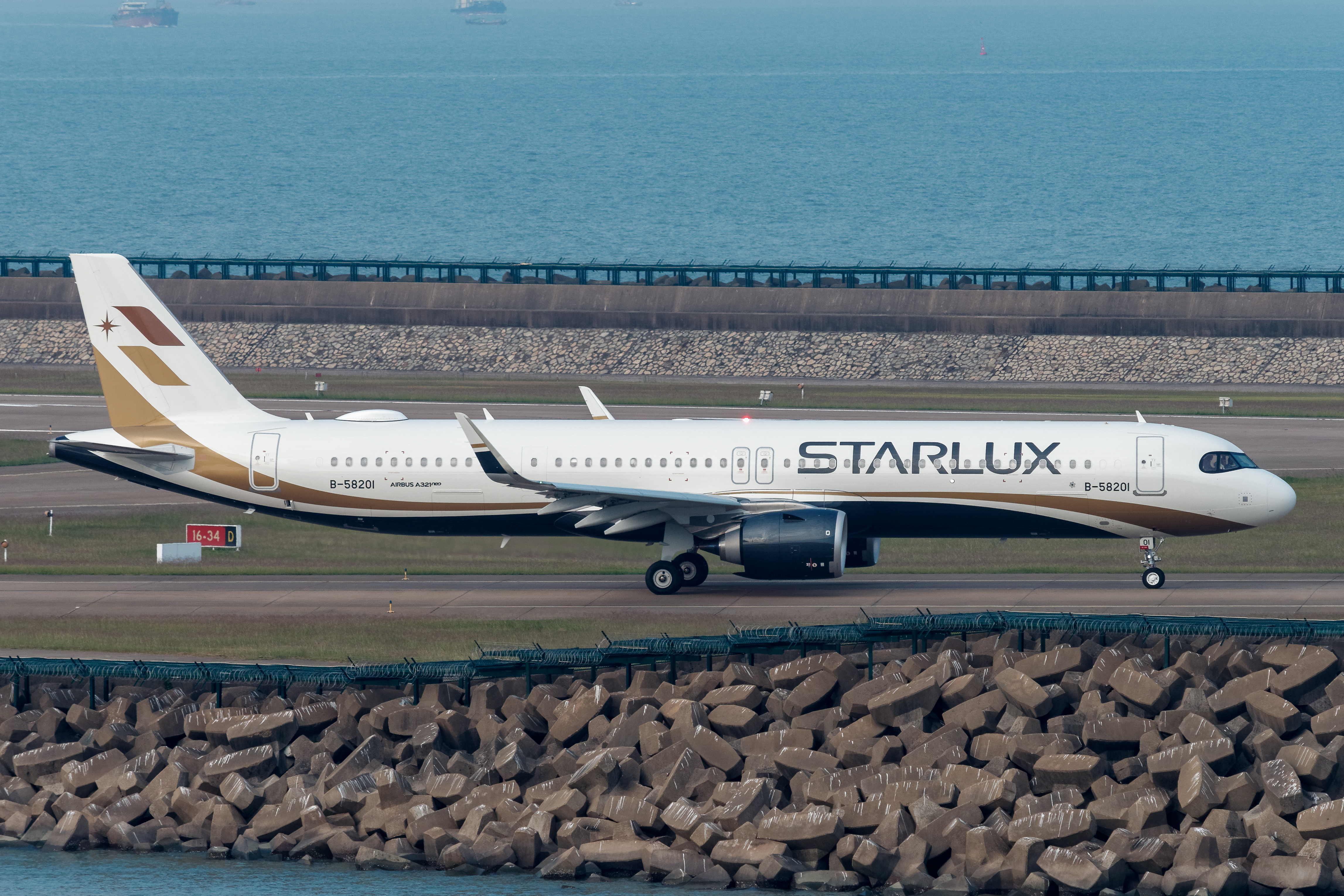
This ستارلوكس للطيران A321neo with plugged R3/L3 doors replaced by a window (Seat count: 188, max 200). The R3/L3 door inner panel may have no window in this configuration.
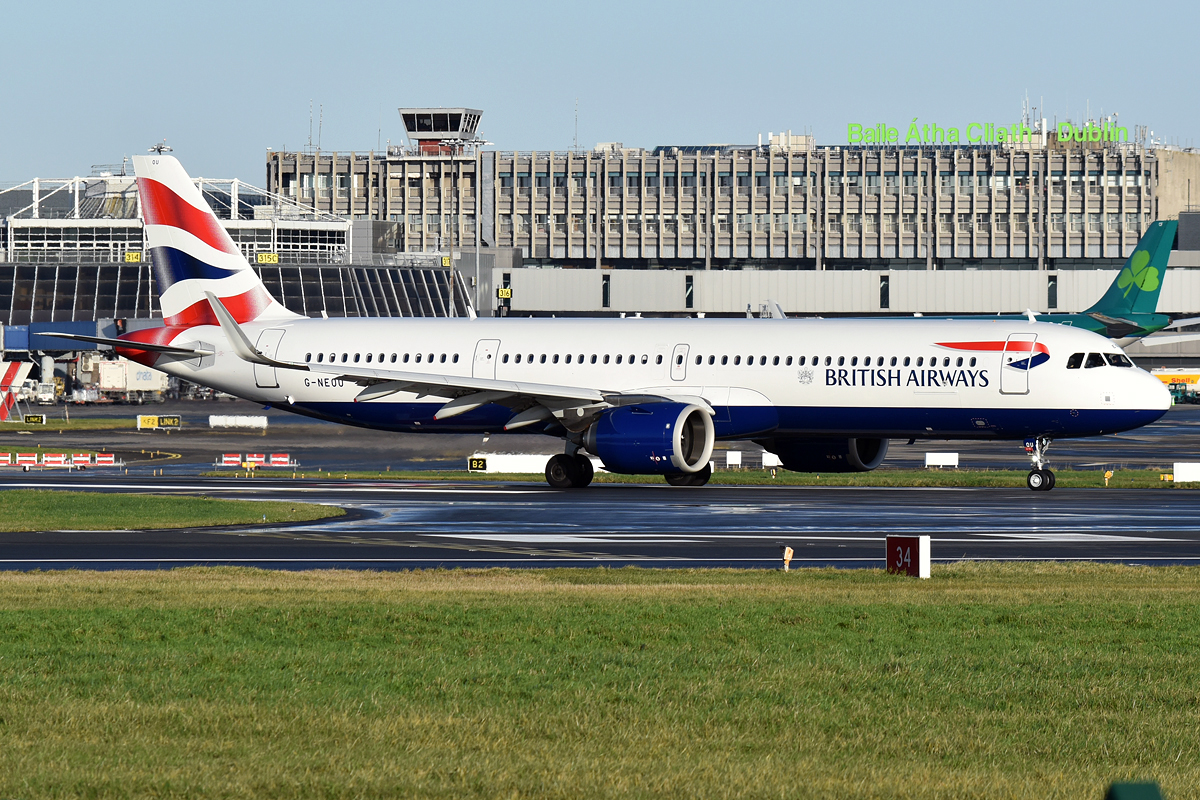
This الخطوط الجوية البريطانية A321neo retains the R3/L3 doors but only has two out of four overwing exits (Seat count: 220, max 224).
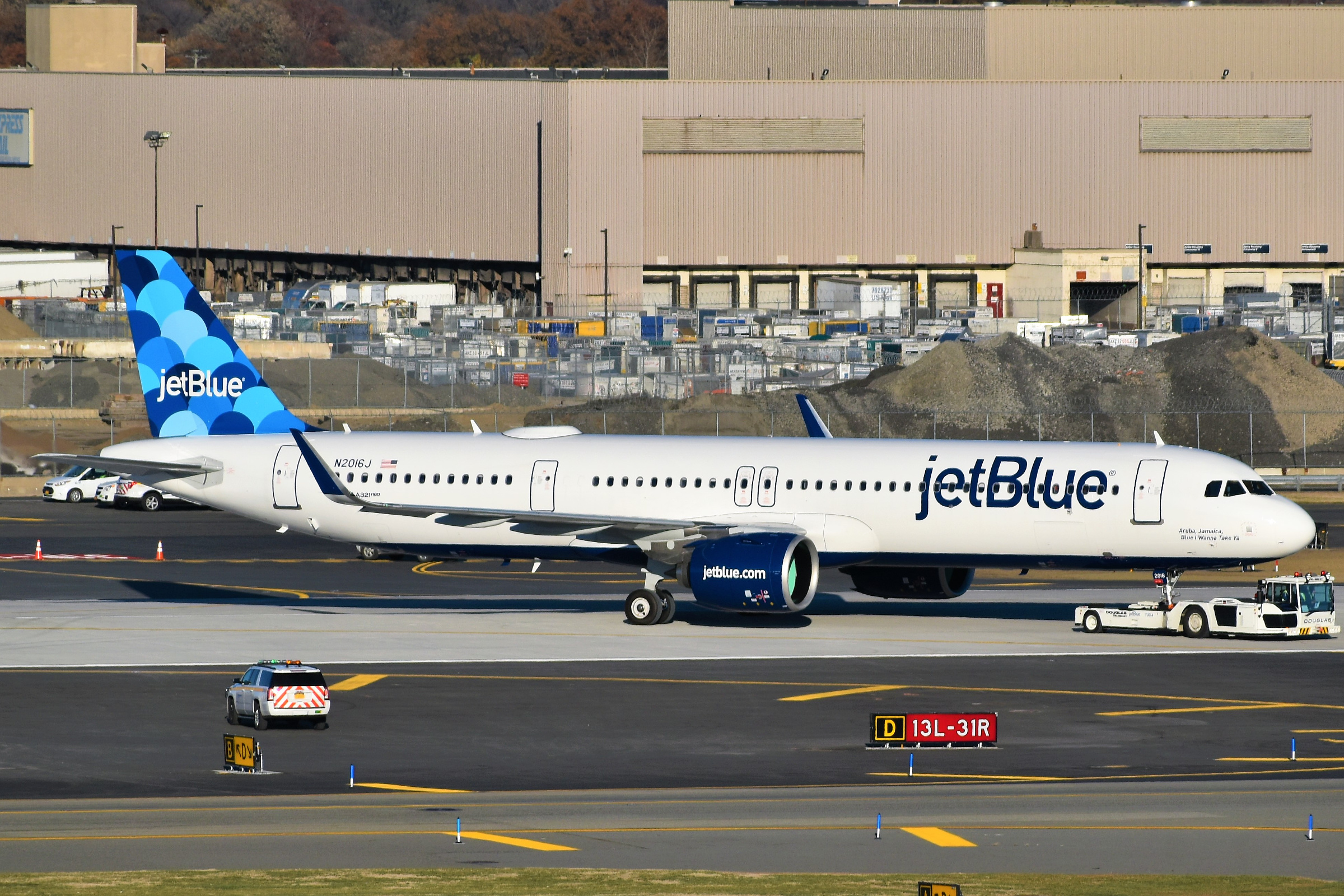
A خطوط جيت بلو الجوية A321neo with all ten exits enabled as per Airbus Cabin Flex layout (Seat count: 200, max 244). Same configuration used by both إيزي جيت and ويز للطيران in their A321neo fleets.